# أورلين ستانويتشيف
أورلين ستانويتشيف (بالبلغارية: Орлин Станойчев)‏ مواليد 24 سبتمبر 1971 في صوفيا، هو لاعب كرة مضرب بلغاري سابق بدأ مسيرته كمحترف سنة 1993 وكان يلعب باليد اليمنى، اعتزل اللعب في 2002. أعلى تصنيف له في الفردي كان المركز الـ 96 في سنة 2000. أعلى تصنيف له في الزوجي كان المركز الـ 154 في سنة 2002.

## روابط خارجية
- أورلين ستانويتشيف على موقع رابطة محترفي التنس (الإنجليزية)
- أورلين ستانويتشيف على موقع الاتحاد الدولي لكرة المضرب (الإنجليزية)
- أورلين ستانويتشيف على موقع كأس ديفيز (الإنجليزية)
- أورلين ستانويتشيف على موقع خلاصة التنس.كوم (الإنجليزية)